# Бусайра
Бусайра (араб. بُصَيْرا) — місто в Йорданії. Розташоване на заході країни в провінції Ет-Тафіла. В Бусайрі лежать руїни старовинного міста, що згадується в Старому Завіті під назвою Боцра́ або Восора.

## Старий Завіт

### Столиця Ідумеї
Відомо, що Боцра́ (або Восора, залежно від перекладу українською) була столицею старовинного Ідумейського царства. З гебрейської мови назва міста буквально перекладається як загін або загорожа. Згідно з Біблією, Боцра була рідним містом одного з ідумейських царів, Йовава, сина Зераха, і батьківщиною брата-близнюка Якова, Ісава:
А оце царі, що царювали в краю Едома перед царюва́нням царя в синів Ізраїлевих. І царював в Едомі Бела, син Беора, а ймення його міста Дінгава. І вмер Бела, і зацарював замість нього Йовав, син Зераха з Боцри.
(Бут. 36:31-33)
Також в Старому Завіті йдеться про передбачення пророків Амоса, Ісаї та Єремії щодо знищення Боцри:
І пошлю Я огонь до Тема́ну і пожере́ він пала́ти Боцри́!
(Ам. 1:12)
меч Господній напо́внився кров'ю, став ситий від лою, від крови теля́т та козлі́в, від лою бара́нячих ни́рок, бо Господу жертва в Боцрі й різани́на велика в едо́мській землі.
(Іс. 34:6)
13 Бо Собою присяг Я, — говорить Господь, — що Боцра́ за спусто́шення стане, за га́ньбу, пустиню й прокляття, і руїнами вічними стануть міста́ її всі!
(Єр. 49:13)

### Кінець часів у Біблії
Згідно з певними біблейськими інтерпретаціями, місто Боцра (або інше місце з такою самою назвою) стане місцем «прориву» останку Ізраїліва. Згідно з цим тлумаченням, порятунок відбудеться в ідумейському місці вигнання та ув'язнення наприкінці часів. Тому ця знакова подія, про яку йдеться в Мих. 2:12-13, була названа «порятунком Боцри». 
Цей «прорив» може бути пов'язаний із уривком Зах. 14:1-5, де Ягве воює проти народів, стоїть на Оливній горі (на схід від Єрусалиму) і розколює гору навпіл, щоб останок Ізраїлів, що потрапив у пастку в Єрусалимі, зміг врятуватися від тих, хто хоче його вбити. У цьому випадку місцевість, наведена в Мих. 2:12-13, не стосується Бусайри.
Поняття останку Ізраїліва, який тікає через розколену Оливну гору в Єрусалимі, походить від масоретського тексту Священного письма. УСептуагінті (LXX) сказано, що долина буде заблокована так само, як і під час землетрусу за правління царя Уззії.
Давньоєврейський історик Йосип Флавій згадує в «Стародавностях євреїв», що долина в районі єрусалимських Царських садів була заблокована зсувом щебеню під час землетрусу за правління Уззії. Ізраїльські геологи Вакс і Левіт виявили залишок великого зсуву на Оливній горі, який безпосередньо прилягав до цієї області. Спираючись на географічні та лінгвістичні дані, Шарль Сімон Клермон-Ганно, сходознавець XIX століття, вважав Ацал долиною, яка безпосередньо прилягає до цього зсуву — місце, згадане в Зах. 14:5, до якого залишок у Нібито Єрусалим повинен тікати. Це місце узгоджується зі септуагінтським текстом книги Захарії, де сказано, що долина буде заблокована аж до Ацалу.

## Археологія
Розкопки в межах міста розпочались у 1970-х роках. Спочатку найстаріші знахідки датувалися першою половиною VIII століття до н. е. Втім, більш досконалі дослідження основних ідумейських поселень регіону, зокрема Умм-ель-Біяри, Тавілану та Бусайри, змістили цю дату до VII століття до н. е.
Внаслідок розкопок, проведених у 2009 році, було виявлено церкву, ймовірно візантійську, житлові будинки та рештки колодязів.
Серед відвідувачів міста популярною є старовинна гробниця, оскільки, за деякими версіями, вона належить Аль Харіту Бін Умайру Аль Азаді, вбивство якого стало причиною битви при Муті в 639 році.